# Eparchie Tscherniwzi
Die Eparchie Tscherniwzi (lateinisch Eparchia Chernivcensis) ist eine in der Ukraine gelegene Eparchie der ukrainischen griechisch-katholischen Kirche mit Sitz in Czernowitz, Oblast Tscherniwzi.

## Geschichte
Die Eparchie Tscherniwzi entstand am 12. September 2017 infolge der Teilung der Eparchie Kolomyia-Tscherniwzi und wurde der Erzeparchie Iwano-Frankiwsk als Suffragandiözese unterstellt. Erster Bischof wurde Jossafat Moschtschytsch CMSAA.